# Alberto Santos Dumont
Alberto Santos Dumont (* 20. Juli 1873 auf der Fazenda Cabangu bei Palmira im brasilianischen Bundesstaat Minas Gerais; † 23. Juli 1932 in Guarujá/Bundesstaat São Paulo) war ein brasilianischer Luftschiffer, Motorflugpionier und Erfinder, der den Beginn der motorisierten Luftfahrt vor allem in seinem Schaffensland Frankreich mitprägte. Er führte nach mehreren Fahrten mit verschiedenen selbstgebauten Luftschiffen 1906 auch den ersten öffentlichen Motorflug der Welt mit einem Flugzeug durch.
Häufig wird Santos Dumont als „Vater der Luftfahrt“ bezeichnet. Der Flughafen Rio de Janeiro–Santos Dumont wurde nach ihm benannt.

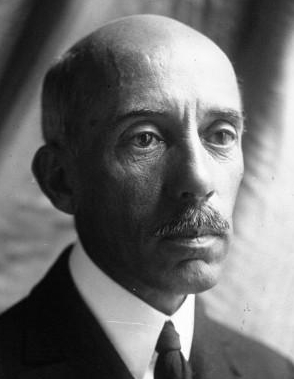
Alberto Santos Dumont

## Leben
Alberto Santos Dumont, der sich selbst immer Santos=Dumont mit Gleichheitszeichen als Würdigung seiner portugiesischen Herkunft mütterlicherseits und seines französischstämmigen Vaters schrieb, wurde als sechstes von acht Kindern von Henrique Dumont und seiner Frau Francisca de Paula Santos geboren.
Der Vater, Sohn des französischen Juweliers François Dumont, arbeitete als Ingenieur beim Bau der Eisenbahntrasse der Estrada de Ferro Dom Pedro II. Als er nach mehr als zehn Jahren diese Tätigkeit aufgab, wurde er Kaffeeplantagenbesitzer und zu einem Barão do Café, einem Kaffeebaron.
Schon als Kind interessierte sich sein Sohn Alberto für Mechanik und durfte mit dem Mechaniker der Kaffeeplantage an den Kaffeeverarbeitungsmaschinen und der Schmalspureisenbahn arbeiten. Außerdem beobachtete er gern die tropischen Vögel. Santos Dumont las bereits mit zehn Jahren die Abenteuerromane von Jules Verne, besonders diejenigen, in denen Luftreisen beschrieben werden. 1890 begleitete er im Alter von 17 Jahren seine Familie auf einer sechsmonatigen Reise nach Paris. Dabei überraschte er seine Familie mit einem Auto, das er von seinem „Taschengeld“ gekauft hatte, welches er für Besuche im Moulin Rouge und anderen Etablissements erhalten hatte. Es war von einem gewissen „Monsieur Peugeot“ gebaut worden, dessen Firma damals ganze drei Stück pro Jahr herstellte. Santos Dumont nahm das Auto mit zurück nach Brasilien; wahrscheinlich war es eines der ersten Automobile in Südamerika überhaupt.
Ein Jahr später, als Achtzehnjähriger und bereits Millionär, da ihm sein Vater einen Teil des zukünftigen Erbes bereits ausbezahlt hatte, schickte ihn sein Vater zum Studium nach Paris.
Im Jahr 1892 erkannte der Vater, dass keiner seiner Söhne die Plantage übernehmen würde, und verkaufte das Geschäft, um sich nur noch seiner Familie zu widmen. Bei einem Ritt fiel er vom Pferd und war seitdem gelähmt. Außerdem wollte er die Fähigkeiten seines Sohnes Alberto fördern und schickte ihn in diesem Sommer, mit einer beträchtlichen finanziellen Ausstattung versehen, nach Paris zurück, wo dieser Chemie, Physik, Astronomie und Mechanik studierte. Nachdem er einige Zeit bei seiner französischen Verwandtschaft gelebt hatte, gründete er einen eigenen Hausstand an der Ecke Rue Washington und Avenue des Champs Élysées. Schon während des Studiums fand der Brasilianer Zeit für Rennfahrten mit dem Auto; mit seinem Panhard & Levassor schaffte er die Strecke von Paris bis Nizza in 54 Stunden.

### Ballonfahrten
Einige Jahre später, um den Jahreswechsel 1897/98, besuchte Santos Dumont seine Heimat Brasilien. Für die Reise kaufte er sich ein Buch, welches gerade neu erschienen war, um es unterwegs zu lesen. Es handelte sich um eine Beschreibung der schwedischen Andrée-Expedition, die 1897 auf ihrem Weg zum Nordpol spurlos verschwunden war. Das Buch war von Andrées Ballonherstellern, Henri Lachambre und seinem Neffen Alexis Machuron, verfasst worden.
Auf dem Rückweg nach Paris verließ er den Zug von Lissabon im Gare d’Orléans und suchte die Ballonfabrik von Lachambre im Pariser 15. Arrondissement auf. Bereits am nächsten Tag führte er dort seine erste Ballonfahrt gemeinsam mit Machuron durch. Sie begann um 11:00 Uhr und kostete ihn damals 250 Francs an Materialaufwendungen. Der Ballon hatte einen Durchmesser von zwölf Metern und ein Volumen von 740 Kubikmetern.
Am folgenden Tag bestellte er einen Ballon für sich. Lachambre empfahl ihm eine Standardgröße mit 750 bis 1000 Kubikmetern Größe. Santos Dumont bestand jedoch auf einem Einpersonenballon. Als kleiner schlanker Mensch forderte Santos Dumont ein Volumen von etwa 100 Kubikmetern. Er bestand auch darauf, dass nur extraleichte Materialien verarbeitet wurden. Während er auf die Lieferung wartete, unternahm er nicht weniger als 25 Aufstiege, um sich zu üben und Erfahrung zu sammeln.
Im darauf folgenden Jahr, am 4. Juli 1898, flog Santos Dumont den Wasserstoffballon „Brasil“ im Jardin d’Acclimatation. Er stieg mit diesem Ballon mehr als 200 mal auf. Der Ballon hatte einen Durchmesser von sechs Metern und ein Volumen von 113 m³. Er benötigte 113 m² japanische Seide für seine Hülle, die 3,5 kg schwer war. Der Firnis wog 10,5 kg, die Instrumente 4,7 kg, der Eisenanker 3,0 kg und das restliche Zubehör 13,8 kg. Somit kam er auf ein Gewicht von 35,5 kg. Dazu kamen noch 30,0 kg Lasten und 50,0 kg Gewicht des Piloten. Später hatte er die Idee, einen 1,75 PS starken De-Dion-Bouton-Motor an den Ballon anzubauen, dessen Leistung sich jedoch als zu gering herausstellte.

### Entwicklung von Luftschiffen

Luftschiff Santos-Dumont No. 9 „La Baladeuse“

Santos Dumont baute in den Jahren 1898 bis 1906 insgesamt elf Luftschiffe sowie jeweils ein Luftschiff für die Unterstützung eines Hubschrauberflugs und eines Motorflugs am 19. Juli 1906. Mit seinem ersten Luftschiff stieg Santos Dumont am 20. September 1898 zum ersten Mal auf.
Er unternahm drei Anläufe, um den begehrten Deutsch-Preis zu gewinnen. Beim zweiten Versuch streifte die „Santos Dumont Nr. 5“ im Jahre 1901 jedoch das Dach des Trocadero-Hotels und geriet in Brand. Santos Dumont konnte sich durch einen Sprung an eine Fensterbank retten und wurde anschließend von der Feuerwehr heruntergeholt.
Seinen größten Erfolg hatte er mit seinem insgesamt sechsten Luftschiff, der „Santos Dumont Nr. 6“. Mit ihr gelang ihm im dritten Versuch am 19. Oktober 1901 der erste erfolgreiche Rundflug eines Luftschiffes vom Pariser Vorort Saint-Cloud zum Eiffelturm über 5,5 Kilometer in 30 Minuten. Damit gewann er die begehrte Auszeichnung. Die 100.000 Francs Preisgeld stiftete er den Arbeitern und Bettlern von Paris.
Am 26. Juni 1903 fuhr Santos Dumont das erste Mal sein Luftschiff Santos Dumont Nr. 9 „La Baladeuse“. Er nutzte es häufig für Ausflugsfahrten. So landete er öfter mitten auf der Straße (auch auf der Avenue des Champs Élysées), band das Luftschiff an einem Baum an und besuchte ein Café oder Freunde. Nachts besuchte er so das Maxim’s.
Nebenher entwarf Santos Dumont auch Schrauben- und Hängegleiter. Er verwendete die ersten Sicherheitsgurte bei seinen Flügen, und bei einem Besuch beim damaligen US-Präsidenten Theodore Roosevelt beschrieb er erstmals die Funktion eines Flughafens.

### Fliegeruhr
Da Santos Dumont bei seinen Luftschiff-Fahrten feststellte, dass das Ablesen einer Taschenuhr während des Lenkens des Luftschiffes schwierig war, entwickelte er 1904 gemeinsam mit seinem Freund Louis-François Cartier den Gedanken einer für Luftfahrtzwecke geeigneten Armbanduhr. Cartier fertigte diese Armbanduhr für Santos Dumont an und schuf so eine der ersten Fliegeruhren der Welt, die nach Santos Dumont „Modell Santos“ benannt wurde.

### Bau von Flugzeugen

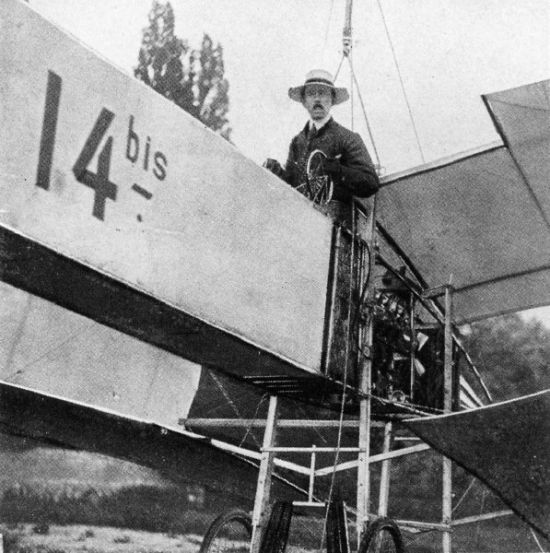
Santos-Dumont in seiner 14bis

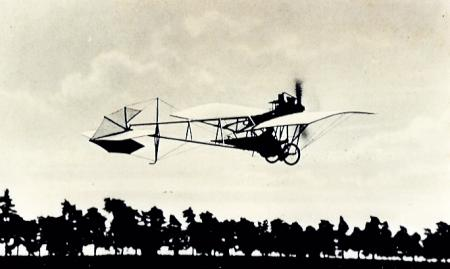
Santos-Dumont Demoiselle

Im Winter von 1905 zu 1906 wandte Santos Dumont sich der Fliegerei mit Fluggeräten nach dem Prinzip „schwerer als Luft“ zu. Er verfolgte unter anderem die Idee des Hubschraubers, konnte sie jedoch nicht verwirklichen.
Als Ende 1905 Gabriel Voisin Santos Dumont Flugnotizen von Samuel Langley zeigte, wandte er sich auch dem Bau von Starrflügel-Flugzeugen zu.
Mit seinem Flugzeug „14-bis“ gelang es ihm am 23. Oktober 1906, im Beisein der Kommission des Aéro-Club de France einen erfolgreichen gesteuerten Motorflug durchzuführen und so das vom Aéro-Club für den ersten Motorflug mit einem eigenstartfähigen Flugzeug von mehr als 25 Meter Weite ausgesetzte Preisgeld von 3.500 Francs zu gewinnen. Am 12. November flog Santos Dumont mit demselben Flugzeug 220 Meter weit und gewann so den vom Vorsitzenden des Aéro-Club de France, Ernest Archdeacon, mit 1.500 Francs dotierten Preis für den ersten Motorflug von über 100 Meter Weite. Die Flugzeugkonstruktion beruhte auf Erfahrungen, die man mit Kastendrachen gemacht hatte.
Mit diesen Flügen galt Alberto Santos Dumont zu diesem Zeitpunkt als erster erfolgreicher Motorflieger der Welt.

### Weiterentwicklung
Seine 1907 bis 1909 gebauten Eindecker (5 Meter Spannweite) waren Vorläufer des Leichtflugzeuges. Im September des Jahres 1909 entwarf und flog Alberto Santos Dumont die Demoiselle, das erste Leichtbau-Sportflugzeug der Welt. Er flog im gleichen Monat einen Geschwindigkeitsrekord von 55,8 mph (89,8 km/h). Das Flugmodell wurde in den USA und in Europa mehrfach kopiert.

### Krankheit und Tod

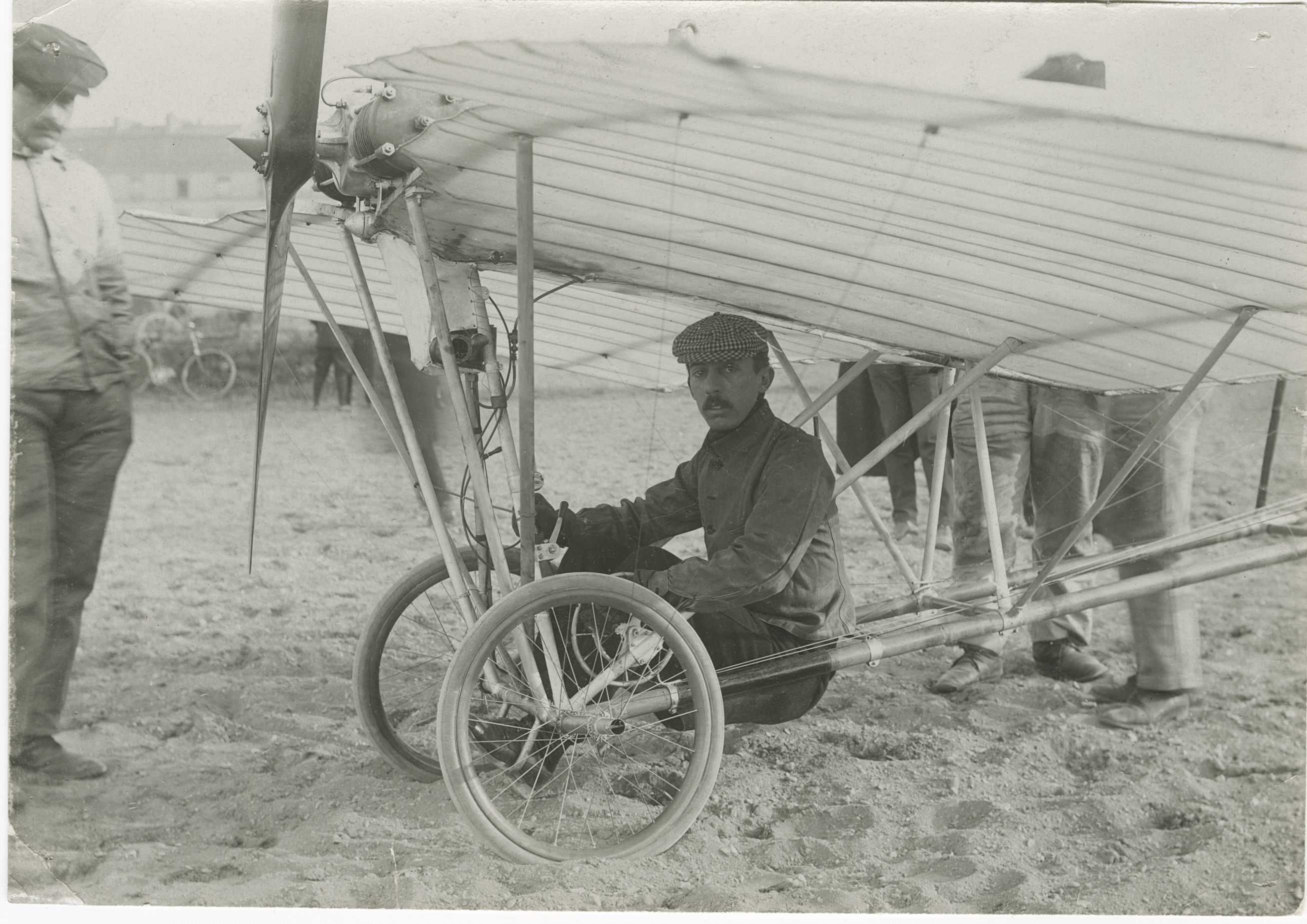
Santos-Dumont im Jahr 1910

Im Jahre 1910 erkrankte er plötzlich und beendete seine Tätigkeit als Flugzeugkonstrukteur und Pilot. Er zog an die Mittelmeerküste und beschäftigte sich mit Astronomie. Durch seinen Akzent und die vielen Teleskope geriet er in Verdacht, ein deutscher Spion zu sein, der die Schiffbewegungen der französischen Marine beobachtet. Als aus diesem Grund sein Haus durchsucht wurde, verbrannte er aus Verärgerung seine sämtlichen Aufzeichnungen und Unterlagen. Deshalb ist heute nur noch wenig über seine Konstruktionen erhalten.
Als er am 3. Dezember 1928 an Bord der Cap Arcona nach Brasilien zurückkehrte, geschah ein tragisches Unglück. Zwölf brasilianische Wissenschaftler an Bord eines Flugbootes wollten ihn in der Nähe von Rio de Janeiro willkommen heißen. Das Flugboot stürzte in der Nähe der Cap Arcona ab, wobei es keine Überlebenden gab.
Noch immer pendelte er zwischen Frankreich und Brasilien hin und her (französischer Staatsbürger wollte er nie werden), aber er bekam zunehmend Angst vor öffentlichen Vorträgen. Es folgten mehrere monatelange Sanatoriumsaufenthalte und er begann seine Memoiren zu schreiben. Seine letzte Erfindung ist ein auf den Rücken zu schnallender Motorantrieb für Skifahrer.
Nachdem er einige Flugzeuge auf dem Weg zu ihren Zielen in militärischen Auseinandersetzungen dieser Zeit über den Stränden von Guarujá beobachtet hatte, erhängte er sich am 23. Juli 1932, drei Tage nach seinem 59. Geburtstag, mit einer Krawatte in seinem Badezimmer. Mit Rücksicht auf seine Verdienste wurden in Pressenotizen zu seinem Tod Herzprobleme als Todesursache angegeben. Er wurde auf dem Cemitério São João Batista in Rio de Janeiro begraben. Theorien, wonach er an Multipler Sklerose und/oder Depressionen über die kriegerische Verwendung von Flugzeugen litt, konnten bis heute nicht zweifelsfrei geklärt werden. Besonders letztere erscheint jedoch historisch-technisch unhaltbar.
Seine Sommerresidenz A Encantada („Die Bezaubernde“) in Petrópolis nördlich von Rio de Janeiro, eigentlich nur ein einzelnes Zimmer in einer Art Hütte auf einem Berg, deren Dusche er selbst konstruierte und auf deren Dach er tagsüber die brasilianische Fahne hisste und nachts in den Himmel schaute, kann bis heute öffentlich besucht werden, ebenso das Landgut seiner Geburt.
Während er im Rest der Welt weitgehend in Vergessenheit geraten ist, wird er in Brasilien bis auf den heutigen Tag als Nationalheld verehrt. Ein Nachbau seines ersten Motorflugzeuges „14-bis“ ist im Museu Aeroespacial – Musal (Luft- und Raumfahrtmuseum) in Rio de Janeiro ausgestellt.

### Ehrungen
- 1931 wurde er zum Mitglied der Academia Brasileira de Letras, Stuhl 38, gewählt.[5]
- 1932 warf Hugo Eckener von LZ 127 „Graf Zeppelin“ aus einen Kranz über dem Geburtsort von Santos Dumont ab. Das Luftschiff machte dafür auf seiner ersten Südamerika-Fahrt extra einen kleinen Abstecher.
- 1960: Namensgeber für den Santos Peak in der Antarktis
- 1976 wurde der Mondkrater Santos-Dumont nach ihm benannt.
- Am 13. Oktober 1997 würdigte Präsident Bill Clinton Dumont in einer Rede als „Vater der Luftfahrt“.[6]
- Am 18. Januar 2002 stieg ein SkyShip 600 zu seiner Jungfernfahrt auf, das zu Ehren des Luftfahrtpioniers den Namen „Santos Dumont“ trägt.
- Ihm zu Ehren ist der lokale Flughafen Rio de Janeiro–Santos Dumont benannt.
- 2006 Brasilien: Silbermünze zu R$ 2 Reais zum Gedenken des 100. Jahrestages des Motorfluges von Alberto Santos Dumont.
- Mit der Avenida Santos Dumont trägt einer der wichtigsten Ausfallstraßen in Santa Cruz de la Sierra seinen Namen.

## Fluggeräte von Santos Dumont

### Luftschiffe

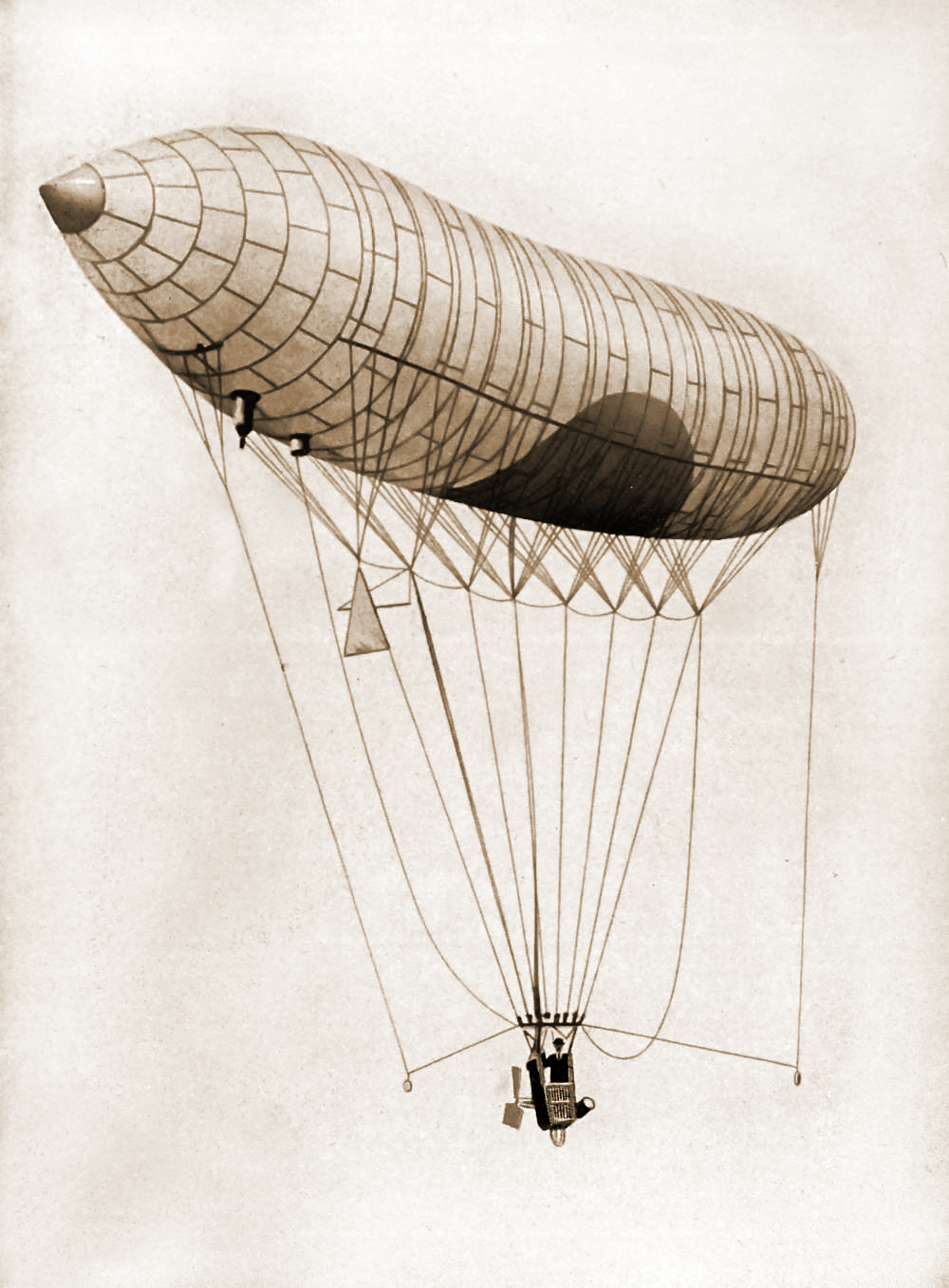
Luftschiff Santos-Dumont Nr. 1

- Das „Luftschiff Nr. 1“ von Santos Dumont wurde von einer Luftschraube (Druckpropeller) angetrieben und besaß bereits ein Ballonett, beim Aufstieg des Luftschiffes sollte Luft in die Hülle geblasen werden um sie prall zu halten und Gasverluste auszugleichen, jedoch war die verwendete Pumpe zu schwach. Am 18. September 1898 versagte der Versuch und der Auftriebskörper wurde von Windböen in die Bäume gedrückt und beschädigt. Beim zweiten Versuch am 20. September 1898 vom Jardin d’Acclimatation, einem botanischen Garten westlich von Paris, legte Santos Dumont nach einer erfolgreichen Fahrt in bis zu 400 m Höhe eine Bruchlandung hin, da der Traggaskörper durch den Gasverlust kollabierte. Das Luftschiff war 25 Meter lang mit einem maximalen Durchmesser von 3,5 m und einem Gasvolumen von 180 m³. Es wurde von einem 3,5 PS starken De-Dion-Dreiradmotor angetrieben, der nur 33 kg wog. Der Propeller war 2 Meter lang und das Gas für den Balloninhalt kostete Santos Dumont damals 6.560 Francs.
- Das „Luftschiff Nr. 2“, das dem ersten sehr ähnlich war, sollte ebenfalls von einem Druckpropeller angetrieben werden, kollabierte aber am 11. Mai 1899 vor dem ersten Aufstieg und wurde vom Wind in einige Bäume gedrückt. Es war ebenfalls 25 Meter lang, hatte aber ein etwas vergrößertes Gasvolumen von 195 m³ und wurde von einem 3,5 PS starken Motor angetrieben.
- Mit dem „Luftschiff Nr. 3“ führte Santos Dumont am 13. November 1899 ein 20-minütige Fahrt durch und umfuhr dabei erstmals den Eiffelturm. Er machte mit seinem Luftschiff ein Dutzend Fahrten und stellte mit 23 Stunden in der Luft einen Rekord auf. Es war 20 Meter lang mit einem Durchmesser von 7,6 m und einem Gasvolumen von 495 m³. Der Antrieb erfolgte durch einen 3,5 PS starken Motor mit Druckpropeller. Es konnte eine Geschwindigkeit von etwa 19 km/h erreicht werden. Durch 10 Meter hohe Bambusstangen erhielt das Schiff die nötige Steifigkeit.
- Das „Luftschiff Nr. 4“ von Santos Dumont wurde im Gegensatz zu den Vorgängern von einer Luftschraube angetrieben, die als Zugpropeller ausgeführt war. Der Pilot saß ungeschützt auf einem Fahrradsitz. Am 19. September 1900 kam Alberto Santos Dumont in einen Sturm, bevor er den „International Aeronautical Congress“ mit seinem Luftschiff besuchen konnte. Das Luftschiff war 30 Meter lang mit einem Durchmesser von 5,1 m und einem Gasvolumen von 420 m³. Es wurde von einem 7 PS starken Motor angetrieben.
- Das wiederaufgebaute „Luftschiff Nr. 4“ mit einer Länge von 32,70 Meter war instabil und wurde nicht getestet.
- Das „Luftschiff Nr. 5“ wurde von einem Zugpropeller angetrieben, war gestützt von einer 60 Fuß (ca. 18,29 Meter) langen Kielstrebe mit Pianodraht und ausgestattet mit einem aus Korb geflochtenem Führerstand. Das Luftschiff war 35,70 Meter lang, hatte ein Gasvolumen von 550 m³ und wurde von einem 12 PS starken Motor angetrieben. Am 13. Juli 1901 landete Alberto Santos Dumont mit diesem Luftschiff unsanft in drei Kastanienbäumen auf dem Gelände der Rothschilds. Am 8. August 1901 kollidierte er bei seinem zweiten Versuch den Deutsch-Preis zu gewinnen mit dem Trocadéro Hotel. Santos Dumont wurde von der Feuerwehr von einer Fensterbank des Hotels geborgen, auf die er sich gerettet hatte.

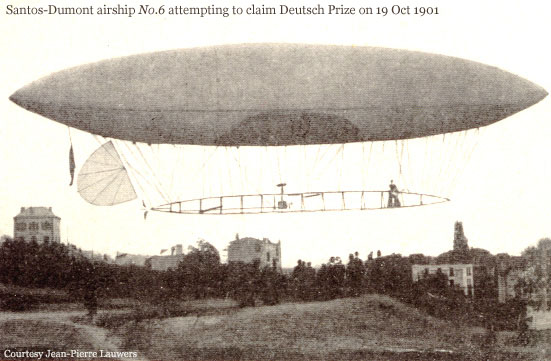
Nr. 6 gewinnt den Deutsch-Preis

- Die erste Fahrt mit „Luftschiff Nr. 6“ endete am 6. September 1901 wiederum in den Bäumen des Gartens von Baron Edmond de Rothschild. Einen Monat später umfuhr Santos Dumont am 19. Oktober 1901 den Eiffelturm in Paris und gewann den Deutsch-Preis. Am 13. Februar 1902 fuhr er die Bucht von Monaco entlang, die Fahrt endete jedoch mit einer Wasserung in der Bucht von Monaco, nachdem die Hülle kollabiert war. Am 27. Mai 1902 fuhr er in London und im Juli 1902 in New York. Das Gefährt wurde von einem Druckpropeller angetrieben. Der 12 PS starke Vergaser-Motor war wassergekühlt und mit einem Ölschmiersystem für die Arbeit bei Neigungen versehen. Das Luftschiff war 32,70 Meter lang und hatte ein Gasvolumen von 630 m³.
- Das „Luftschiff Nr. 7“ „Racer“ wurde 1902 gebaut und noch bei der Weltausstellung in St. Louis (USA) 1904 gezeigt. Es wurde von zwei Luftschrauben angetrieben, einer an der Vorderseite und einer an der Rückseite des Motors. Es war 39,70 Meter lang mit einem Durchmesser von 7 Metern und einem Gasvolumen von 1.280 m³. Der Antrieb erfolgt durch einen 45 kW (60 PS) starken Motor.
- „Luftschiff Nr. 8“ baute Santos Dumont aus abergläubischen Gründen nicht.
- Das „Luftschiff Nr. 9“ „La Baladeuse“ (dt.: „die Wanderin“) war ca. 10 Meter lang, hatte ein Gasvolumen von 215 m³ und das Aussehen einer fetten Zigarre. Es wurde von einem 3 PS starken Clément-Motor angetrieben bei einer maximalen Geschwindigkeit von 24 km/h (15 mph). Am 26. Juni 1903 fand die Jungfernfahrt statt. Ebenfalls an diesem Tag nahm Santos Dumont bei einem weiteren Flug erstmals ein Kind mit. Ein paar Tage später noch im Juni 1903 flog die erste Pilotin alleine mit einem Luftschiff überhaupt. Um den erfolgreichen Bau der „La Baladeuse“ zu feiern, organisierte Santos Dumont ein für ihn typisches Luftdinner am Elysée Palace Hotel. Die „La Baladeuse“ konnte überall landen und starten. So landete er beispielsweise am Arc de Triomphe, in der Avenue Champs Élysées oder in der Rue Washington. Er band sein Luftschiff an einem Baum oder an einer entsprechenden Vorrichtung an, ähnlich wie die Cowboys ihre Pferde im Wilden Westen noch angebunden hatten, und besuchte ein Café oder Freunde. In dieser Zeit waren Cartier und Prinzessin Isabel Bewunderer von Santos Dumont und von seiner „La Baladeuse“.
- Mit dem „Luftschiff Nr. 10“ (1904) „Omnibus“ konnten 10 Personen mitfliegen. Das Luftschiff war 47,60 Meter lang mit einem Durchmesser von 8,50 m und einem Gasvolumen von 2.230 m³. Es unterzog sich nur wenigen Tests und wurde nie mit 10 Personen ausgelastet.
- Nr. 11 und 12 waren ein Gleiter und ein Hubschrauber (siehe Absätze weiter unten)
- „Luftschiff Nr. 13“ (1905) wurde für Unterstützung von Flügen mit einem Hubschrauber gebaut. Er wurde kombiniert mit einem Wasserstoff-Ballon und wurde von einem Heißluftgenerator angetrieben.
- „Luftschiff Nr. 14“ (1905) wurde gebaut, um das Motorflugzeug in die Luft zu ziehen. Es wurde von einem 14 PS starken Motor angetrieben. Der erste Flug fand am 19. Juli 1906 statt.
- „Luftschiff Nr. 16“ (1907) war eine Kreuzung zwischen Flugzeug und Luftschiff. Der Rumpf war mit zusätzlichen Tragflächen versehen worden, der darüber befindliche längliche Auftriebskörper hatte ein Volumen von 190 m³. Das Gefährt wurde noch vor dem ersten Start am Boden zerstört.

### Gleiter
Den unbemannten Monoplan-Gleiter „Nr. 11“ baute Alberto Santos Dumont im Jahr 1905. Er wurde mit einem Schnellboot geschleppt, um die für das Abheben von der Wasseroberfläche notwendige Geschwindigkeit zu erreichen. Der Gleiter kam jedoch kaum aus dem Wasser. Die Arbeiten waren für Santos Dumont dennoch nützlich. Die Ergebnisse konnte er später bei seinem Hubschrauber-Projekt verwenden.

### Hubschrauber
Den Hubschrauber mit zwei Rotoren „Nr. 12“ baute Alberto Santos Dumont 1905. Er startete mehrere Versuche in den Jahren 1905 und 1906. Der Hubschrauber hob nie ab, auch nicht mit der Hilfe seines „Luftschiffes Nr. 13“, da der Motor ungeeignet war und Santos Dumont zu dieser Zeit auch keinen anderen geeigneten Motor auftreiben konnte.

### Motorflugzeuge

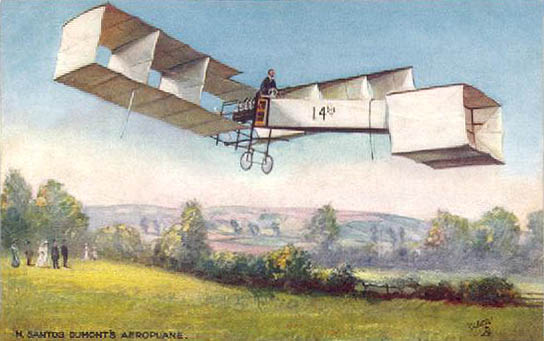
Die „14-bis“ auf einer alten Postkarte

Das Motorflugzeug „14-bis“ flog Alberto Santos Dumont erstmals am 19. Juli 1906 zusammen mit seinem „Luftschiff Nr. 14“ als Unterstützung. Am 23. August 1906 wiederholte er diesen kombinierten Flug. Die „14-bis“ hatte eine Spannweite von 10 Meter und eine Länge von 12,20 Meter. Sie war 290 kg schwer und wurde von einem 50 PS starken Motor angetrieben. Sie erreichte eine maximale Geschwindigkeit von 41,7 km/h.
Ohne die Hilfe des „Luftschiffes Nr. 14“ flog Alberto Santos Dumont das Motorflugzeug „14-bis“ erstmals am 13. September 1906 elf Meter weit. Es war weltweit das erste dokumentierte Mal, dass ein Fluggerät, das schwerer als Luft ist, aus eigener Kraft vom Boden abhob. Das Flugzeug der Brüder Wright wurde mithilfe eines Katapults gestartet.
Am 23. Oktober 1906 flog er mit der „14-bis“ fünfzig Meter weit und gewann damit den Archdeacon-Preis mit einer Dotierung von 3.500 Francs für den ersten Motorflug über 25 Meter. Der „Oiseau de proie“ („Raubvogel“) bzw. die „Classico certificamente“ für den ersten Motorflug der Welt über 100 Meter wurde in der Weltpresse gefeiert. Am 12. November 1906 flog er 220 Meter weit in knapp 21,2 Sekunden (41,292 km/h) und gewann wiederum den Archdeacon-Preis mit einer Dotierung von 1.500 Francs. Die Presse feierte damals Alberto Santos Dumont als den ersten Motorflieger der Welt. Am 12. November 1906 zeigte Alberto Santos Dumont seine Flüge in Bagatelle bei Paris, wo seit 1910 ihm zu Ehren das Denkmal steht, mit der Aufschrift: „Hier, 12. November 1906, unter der Kontrolle des Aero-Club de France, führte Santos Dumont den ersten Rekord-Motorflug der Welt vor, Dauer: 21,2 Sekunden, Distanz 220 Meter.“
Das Motorflugzeug „Nr. 15“ wurde 1907 gebaut und konnte die Erfolge seines Vorgängers nicht wiederholen. Am 27. März 1907 kollabierte das Motorflugzeug, bevor es abheben konnte. Beim Start verlor das Fluggerät die Balance.
Das Flügelluftschiff „Nr. 16“, eine Kreuzung zwischen Luftschiff und Motorflugzeug, fiel beim ersten Flugversuch beim Berühren des Bodens im Juli 1907 auseinander.
Das Motorflugzeug „Nr. 17“ (1907) wurde zwar angefangen, aber nie fertiggestellt.
Das Wasserflugzeug „Nr. 18“ wurde im Jahr 1907 gebaut. Santos Dumont startete mehrere Versuche, es gelang ihm jedoch nicht vom Wasser (dem Fluss Seine) abzuheben. Er entschloss sich danach, sich einer sicheren und kleineren Variante von Motorflugzeugen zu widmen. Es ist der Beginn des Sportmotorflugzeuges.

### Weitere Entwicklungen

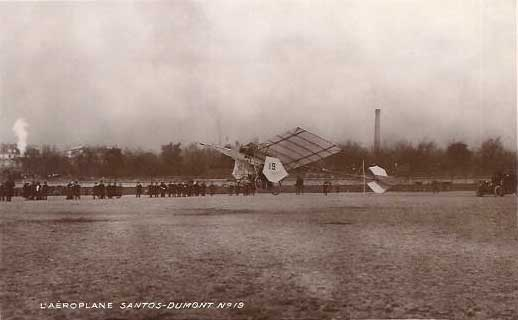
Santos Dumont Nr. 19

Das Leichtflugzeug Nr. 19 war 7,90 Meter lang und hatte eine Spannweite von 5,50 Meter. Das aus Bambus hergestellte Flugzeug wurde von einem 13 kW (18 PS) starken Dutheil-Chalmers-Motor angetrieben. Der Motor war trocken nur 24,5 kg schwer und befand sich über dem Kopf des Piloten. Alberto Santos Dumont erhoffte sich mit seinem Leichtflugzeug Nr. 19 den Grand Prix d’Aviation (1 km Flug) von Henry Deutsch und Ernest Archdeacon zu erobern, scheiterte aber. Am 21. November 1907 flog er mit seiner Nr. 19 122 Meter weit. Den Preis gewann schließlich Henri Farman am 13. Januar 1908.
Das Sportmotorflugzeug Nr. 20, die „Demoiselle“ (dt.: Fräulein, aber auch: Libelle), wurde zu einem der erfolgreichsten und meistgebauten Motorflugzeuge seiner Zeit. Santos Dumont baute seine Demoiselle im Jahr 1909. Es gibt noch die weiterentwickelten Versionen Nr. 21 und Nr. 22. Sie wurden jedoch alle unter dem Namen Demoiselle geführt. Sie wurden von einem wassergekühlten Duthiel-Chalmers-Boxermotor mit einer Holzluftschraube angetrieben, der 18 kW (25 PS) bei 1100 min−1 leistete. Das Flugzeug war 7,90 Meter lang und hatte eine Spannweite von 5,50 Meter. Santos Dumont wurde von einigen Seiten gedrängt die Maschine zu patentieren, er weigerte sich jedoch. Er sagte, es sei ein Geschenk für die Menschen und er würde lieber im Armenhaus enden, als Lizenzgebühren für das Kopieren seiner Erfindung zu erheben. Im September 1909 stellte Santos Dumont mit einem Vorserienmodell einen Geschwindigkeitsrekord mit 88,35 km/h auf, der jedoch offiziell nicht anerkannt wurde. In der Automanufaktur Clément-Bayard in Frankreich wurden die Maschinen in einer Art Serie gebaut. In Europa kostete die Maschine mit Motor 7500 Francs. Der Erfinder Tom Hamilton baute sie bei Hamilton Aero Manufacturing in den USA und verkaufte sie ohne Motor für 250 $, die Chicago Company bot sie komplett für 1.000 $ an. Der letzte Flug von Alberto Santos Dumont endete am 4. Januar 1910 mit einem Unfall seiner Demoiselle, über den er nie redete. Im Juni und Juli 1911 wurde er im Magazin Popular Mechanics für die Entwicklung der Nr. 20 und Nr. 21 gewürdigt.

## Historische Daten
- 20. September 1898: erster Flug mit seinem „Luftschiff Nr. 1“.
- 13. November 1899: erster 20 Minuten-Flug mit seinem „Luftschiff Nr. 3“ und erstes Umfahren des Eiffelturms. Er machte mit seinem Luftschiff ein Dutzend Fahrten und stellte mit 23 Stunden in der Luft einen Rekord auf.
- 19. Oktober 1901: Alberto Santos Dumont umfuhr mit seinem „Luftschiff Nr. 6“ den Eiffelturm in Paris und gewann den Deutsch-Preis.
- 23. Oktober 1906: erster öffentlicher Motorflug mit seiner „14-bis“ mit 50 Metern Weite; Archdeacon-Preis für den ersten Motorflug über 25 Meter.
- 12. November 1906: erster öffentlicher Motorflug mit seiner „14-bis“ mit 220 Metern Weite; Archdeacon-Preis für den ersten Motorflug über 100 Meter.[8]
- September 1909: die „Demoiselle“, erstes Sportmotorflugzeug.

Alberto Santos Dumont flog sein erstes lenkbares Luftschiff 1899, führte 1906 den ersten beglaubigten und öffentlichen Motorflug durch, und flog das erste Sportmotorflugzeug 1909. Zudem hatte er mindestens die Idee des Flughafens 1902 und die Benutzung eines Sicherheitsgurtes bei seinen Flügen.